# La saga de los Forsyte
La saga de los Forsyte (en inglés The Forsyte Saga) es una serie de tres novelas y dos entreactos publicada entre 1906 y 1921 por John Galsworthy. Cuenta las vicisitudes de los principales miembros de una familia británica de clase media-alta. A solo unas pocas generaciones de sus antepasados granjeros, los miembros de la familia son conscientes de su estatus de nuevos ricos. El personaje principal, Soames Forsyte, se ve a sí mismo como un "propietario", en virtud de su capacidad de acumular posesiones materiales, aunque no le aporten placer.

## Adaptaciones
Algunos partes de la saga, así como la historia completa, han sido llevadas a la pantalla. En la etapa del cine mudo, la saga fue adaptada en un par de ocasiones.
El primer libro, El propietario (The man of property), fue adaptado en 1949 en Hollywood bajo el título That Forsyte Woman, protagonizada por Greer Garson, Errol Flynn, Walter Pidgeon y Robert Young. 
La BBC produjo en 1967 una serie de 26 capítulos sobre la trilogía de los Forsyte, así como la segunda parte de la trilogía, Una comedia moderna. En el año 2002 Granada Television produjo dos series para la cadena ITV llamadas La saga de los Forsyte y La sala de los Forsyte: Se alquila. La versión de 1967 inspiró al popular programa de televisión Masterpiece Theatre.

## Estructura de la saga
La saga tiene una estructura narrativa que intercala tres novelas con dos cuentos o entreactos. Galsworthy tardó casi 15 años en completarla.
- "El propietario" (A man of property), novela, 1906.
- "El veranillo de San Martín de un Forsyte" (Indian Summer of a Forsyte), entreacto publicado en el volumen "Cinco cuentos", 1918.
- "El tribunal" (In Chancery), novela, 1920.
- "Despertar" (Awakening), entreacto, 1920.
- "Se alquila" (To Let), novela, 1921

La vida de la familia Forsyte continuó en una segunda trilogía, aunque menos célebre, titulada Una comedia moderna (A modern comedy), compuesta por los siguientes títulos:
- "El mono blanco" (The white monkey), 1921.
- "La cuchara de plata" (The silver spoon), 1926.
- "El canto del cisne" (Swan song), 1928.

## Personajes principales

### Familia Forsyte
- Ann, el miembro de más edad de la familia.
- Hester, soltera.
- Julia (Juley), viuda de Septimus Small.
- Timothy, el hombre más cauteloso de Inglaterra.

- Old Jolyon, el mayor de los hermanos, hizo fortuna con el te.
  - El joven Jolyon, hijo del viejo Jolyon, artista y librepensador, casado tres veces.
    - June, hija desafiante del joven Jolyon, fruto de su primer matrimonio; prometida a un arquitecto, Philip Bosinney, que se convierte en amante de Irene.
    - Jolly, hijo del segundo matrimonio de Young Jolyon con la institutriz de June; muere de fiebre entérica durante la Guerra de los bóeres.
    - Holly, hija del segundo matrimonio de Young Jolyon con la institutriz de June.
    - Jon, hijo del tercer matrimonio de Jolyon, con Irene.

- James, abogado, casado con Emily, una mujer tranquila.
  - Soames, el hijo de James y Emily, un intenso, poco imaginativo y posesivo procurador y connaisseur, casado con la infeliz Irene.
    - Fleur, hija de Soames de su segundo matrimonio, con una dependienta francesa del Soho Annette; amante de Jon; más tarde se casa con el heredero de un baronet, Michael Mont.

  - Winifred, hermana de Soames, una de las tres hijas de James y Emily, casada con el pomposo y letárgico Montague Dartie.
    - Val, hijo de Winifred y Montague; lucha en la Guerra de los bóeres; se casa con su prima Holly
    - Imogen, hija de Winifred y Montagu
- Swithin, hermano gemelo de James con aspiraciones aristocráticas.
- Roger, "la Forsyte original"
  - George, el hijo de Roger, un burlón empedernido.
  - Francie, hermana de George e hija de Roger, emancipada de Dios.
- Nicholas, el más rico de la familia.
- Susan, la hermana casada.

### Otros
- Parfitt, mayordomo del viejo Jolyon
- Smither, ama de llaves de las tías Ann, Juley y Hester.
- Warmson, mayordomo de James y Emily.
- Bilson, criada de Soames.
- Prosper Profond, admirador de Winifred y amante de Annette.

- Datos: Q735319